# Kronobergskvarnen

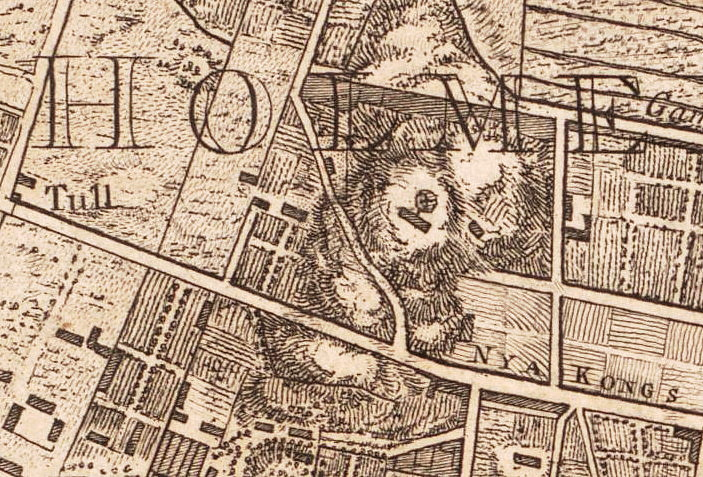
Kronoberget med Kronkvarnen 1805.

Kronobergskvarnen (även Kronkvarnen) var en väderkvarn på Kungsholmen i Stockholm. Kvarnen var känd från 1793 fram till 1835, då den brann ner. På platsen anlades sedermera Kronobergsparken.

## Historik
Kronkvarnen låg på Kronobergets norra sida och  var en av fyra kända väderkvarnar på Kungsholmen, de andra tre var Lilla Munkan, Stora Munkan och Grubbens kvarn. Dessutom fanns en kvarn vid Hornsberg, där närmare uppgifter saknas. Kronkvarnen malde säd för  de privilegierade kungliga brännvinsbrännerier. Kvarntomten avmättes år 1793 och gav upphov till Kronkvarnsgränd vilket ändrades i samband med Stockholms gatunamnsreformen 1885 till nuvarande Kronobergsgatan. Själva Kronoberget lär dock ha fått sitt namn tidigare, långt innan kvarnen uppfördes. Namnet härrör möjligen från hovskräddaren Johan Leijoncrona, som ägde en tomt i trakten.
På Carl Fredrik Akrells Stockholmskarta från 1805 är kvarnen markerad. Om Kronkvarnen var en stolpkvarn eller holländare är inte känd; däremot vet man att kvarnen brann ner år 1835. På 1880-talet började anläggningsarbetena för Kronobergsparken, som var bland de första bergsparkerna i Stockholm.